# Copa Plaza Chacabuco 1976
La Copa Plaza Chacabuco 1976 corresponde a un torneo amistoso de fútbol internacional, como pretemporada anterior al inicio del Torneo de Primera División 1976. 
Contó con la participación de dos equipos argentinos y dos equipos chilenos, ambos campeones en el año 1975, Unión Española de la Primera División y Universidad Católica de la Primera B.  
Fue ganado por Argentinos Juniors de Buenos Aires – Argentina.

## Datos de los equipos participantes
| Equipo               | Calidad                                                                   |
| -------------------- | ------------------------------------------------------------------------- |
| Unión Española       | Anfitrión y campeón de la Primera División de Chile 1975                  |
| Universidad Católica | Invitado y campeón de la Segunda División de Chile 1975                   |
| Argentinos Juniors   | Invitado y tercer lugar en la Zona B del Metropolitano 1975 de Argentina. |
| Godoy Cruz           | Invitado y noveno lugar en la Liga Mendocina de Fútbol 1975               |

### Aspectos generales

#### Modalidad
El torneo se jugó dos fechas, bajo el sistema de eliminación directa. La primera fecha clasifica dos parejas: 
- Los equipos que resultaron perdedores definen el tercer y cuarto lugar.
- Los otros dos equipos, los ganadores de la primera fecha, definen el campeón.

Los partidos empatados se definen mediante lanzamientos penales.

## Partidos

### Semifinales
| 3 de marzo de 1976 | Unión Española               | 2:2 (3:4 p.) | Godoy Cruz     | Estadio Nacional de Santiago, Santiago                    |                                                           |
|                    | Luis Miranda 23', 42' (pen.) |              | Bravi 25', 43' | Asistencia: 9.273 espectadores Árbitro(s): Néstor Mondría | Asistencia: 9.273 espectadores Árbitro(s): Néstor Mondría |

| 3 de marzo de 1976 | Universidad Católica | 0:0 (2:4 p.) | Argentinos Juniors | Estadio Nacional de Santiago, Santiago                       |  |
|                    |                      |              |                    | Asistencia: 9.273 espectadores Árbitro(s): Rafael Hormazábal |  |

### Tercer puesto
| 4 de marzo de 1976 | Unión Española                        | 2:0 | Universidad Católica | Estadio Nacional de Santiago, Santiago                   |                                                          |
|                    | Manuel Gaete 70' · Víctor Pizarro 83' |     |                      | Asistencia: 3.239 espectadores Árbitro(s): Eduardo Rojas | Asistencia: 3.239 espectadores Árbitro(s): Eduardo Rojas |

### Final
| 4 de marzo de 1976 | Argentinos Juniors                             | 5:2 | Godoy Cruz              | Estadio Nacional de Santiago, Santiago                   |                                                          |
|                    | Carlos Álvarez 14', 35', 85' · Ovelar 42', 68' |     | Benítez 62' · Bravi 67' | Asistencia: 3.239 espectadores Árbitro(s): Juan Carvajal | Asistencia: 3.239 espectadores Árbitro(s): Juan Carvajal |

## Campeón
| Argentina          |
| Argentinos Juniors |